# Kōtoku-in
Kōtoku-in (jap. 高徳院) – świątynia buddyjska, należąca do sekty Jōdo-shū, znajdująca się w japońskim mieście Kamakura. Sławna jest dzięki ogromnemu posągowi Buddy Amidy – Statui Wielkiego Buddy (Kamakura Daibutsu 鎌倉大仏), wykonanemu w 1252 r. z brązu prawdopodobnie przez Gorōemona Ōno.

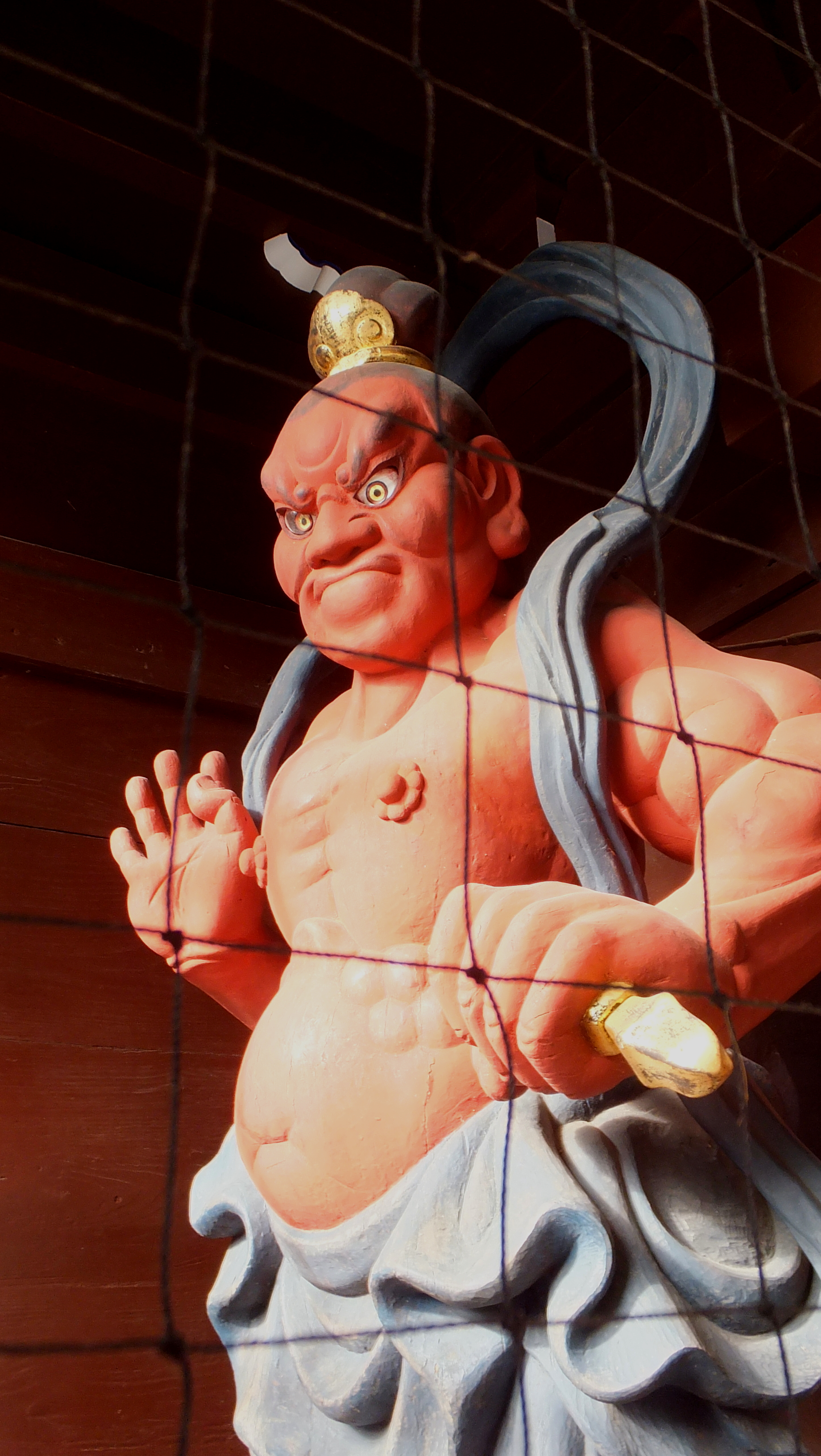
Jeden z dwóch Niō wewnątrz głównego łuku

Jest on drugim co do wielkości brązowym posągiem Buddy na terytorium Japonii po Wielkim Buddzie w świątyni Tōdai-ji w Narze. Jego wymiary to: 14 m – wysokość; 11 m – szerokość, oraz 3 m – wysokość twarzy, waga: 103 tony. Budda siedzi w pozycji lotosu. Maksymalna grubość płyt brązu, z jakich jest wykonana rzeźba - 10 cm. Z tyłu posągu drzwi i dwa okna, wewnątrz - schodki sięgające linii barków. Rzeźba stoi obecnie pod gołym niebem, lecz pierwotnie znajdowała się w wielkim drewnianym pawilonie, który został zniszczony w 1495 roku przez tsunami.